# Liophryne similis
Liophryne similis és una espècie de granota de la família Microhylidae que viu a Papua Nova Guinea.